# Східний Дорсет
Східний Дорсет — неметропольний район графства Дорсет, Англія. Створено 1 квітня 1974 року на підставі Закону про місцеве самоврядування 1972 року. До 1988 року мав назву Уімборн.

Населеність місцевості, що знаходиться близько до національного парку Новий Ліс, Борнмута та дорсетського узбережжя різко зросла з 1970-х. В деяких містах населення збільшилось вчетверо.
В Східному Дорсеті розташовуються великі площі низинних пустищ. Різке зростання населення призвело до скорочення площі цього унікального середовища аж до 15 % від попередніх 500 км.
Офіційна статистика свідчить про те, що середня тривалість життя для чоловіків становить 80,1 рік (2001—2003), що є найбільшим показником у Великій Британії. Середня тривалість жінок — 83,4 роки, що є сьомим показником по країні. У в 1991—1993 ті ж цифри відповідно були 77,9 і 82,5 років.